# Ercole Pasquali
Ercole Pasquali (Roma, 7 giugno 1825 – Roma, 5 gennaio 1906) è stato un medico, chirurgo, ginecologo e ostetrico italiano.

## Biografia
L'ostetrico romano Ercole Pasquali, che si era formato all'Università La Sapienza, segna il passaggio verso una più moderna concezione di ospedale che, all'alba del Novecento, si presentò a Roma come un insieme di padiglioni, collegati tra loro da ballatoi e da corridoi sotterranei, e inseriti in una ampia area di verde, non lontano dal luogo dove sarebbe nata la nuova Università statale. Per valutare il lento progresso dell'assistenza ospedaliera, bisogna considerare che il camice fece la sua apparizione in sala operatoria intorno al 1880, che alla stessa epoca risale la fotografia applicata al microscopio, e che i guanti di gomma dovranno attendere il 1910.
La Clinica Ostetrica del Policlinico Umberto I, a Roma, i cui primi edifici furono inaugurati nel 1902, fu realizzata seguendo i consigli preziosi di Ercole Pasquali che la volle distribuita in tre padiglioni, distinti e contigui - per la Ginecologia e per le partorienti e per le puerpere - che facevano capo ad un grande corpo centrale, con aula per gli studenti, ambulatori e direzione.

### Un ostetrico di fama
Nel Giornale Arcadico di Lettere Scienze a Arti, nel numero di gennaio-febbraio 1866, furono pubblicate molte pagine sulla nuova sala dell'Ospedale Fatebenefratelli all'Isola Tiberina, realizzata dall'architetto romano Francesco Azzurri. In una lunga lettera, Ercole Pasquali si complimentava con l'architetto Azzurri, per lo spazio ampio dato all'area di passeggio per le convalescenti, verso le quali lamentava al contrario la scarsa attenzione, da parte delle altre strutture ospedaliere romane. Non era d'accordo invece con Azzurri sull'uso delle seggette nelle corsie - per via dei miasmi che producevano - e ne consigliava l'utilizzo in camerette separate.

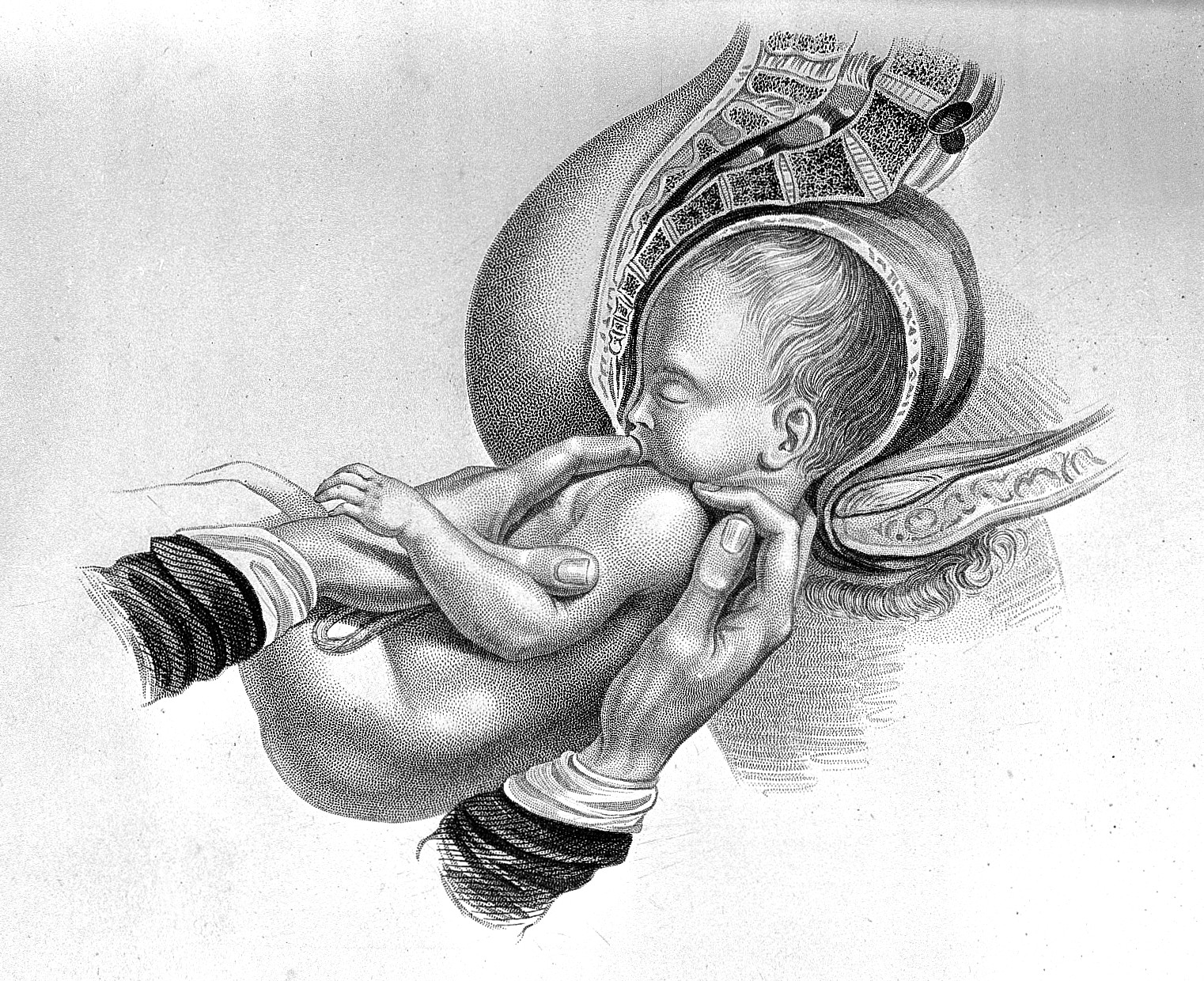
Breech presentation, from Ramsbotham, Principals, 1841

Ercole Pasquali divenne Primario Ostetrico degli Ospedali di Roma nel 1868. Pio IX lo nominò Professore di Clinica Ostetrica del SS. Salvatore (Ospedale di San Giovanni) dove, dal 1876 al 1905, si tennero gli insegnamenti pratici di Ostetricia per gli studenti dell'Università di Roma e per la Scuola delle levatrici.
Nel 1875 l'ostetrico Antonio Panunzi andò in pensione e sulla cattedra di Clinica Ostetrica de La Sapienza salì Ercole Pasquali, che era titolare della cattedra di Malattie Speciali delle Donne e dei Bambini. Nell'anno accademico 1876-77, fu abolita questa seconda cattedra, nacque al suo posto Pediatria, mentre Ostetricia e Ginecologia furono accorpate in un unico insegnamento universitario, di cui Pasquali rimase titolare fino alla morte, che lo colse a 81 anni, quando era in piena attività.
A Roma gli è stata dedicata una via, nella zona del Policlinico e della Città Universitaria.

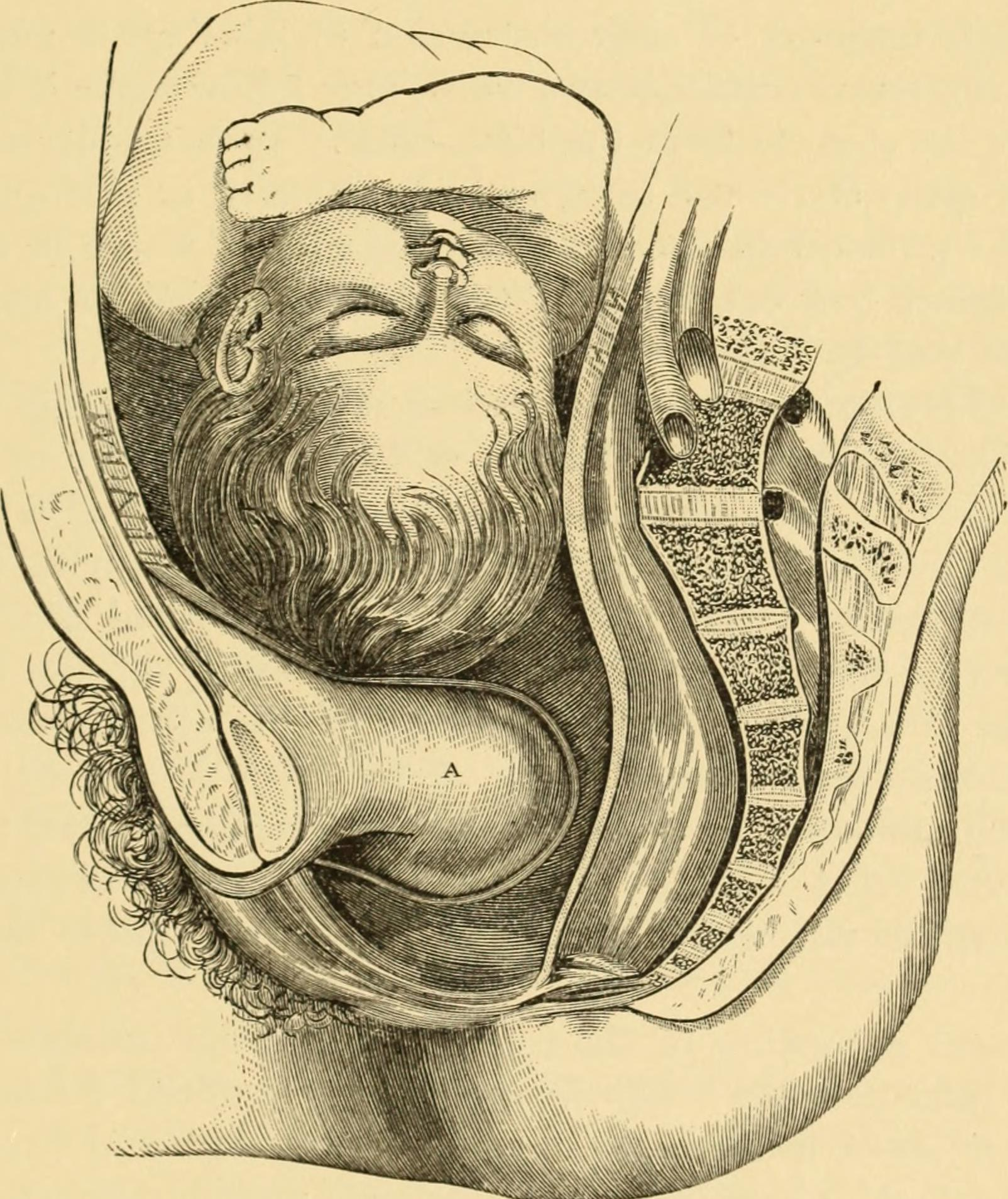
A system of obstetrics, 1888

### Riviste di ostetricia
Dopo il 1870 nacquero varie riviste scientifiche, specifiche nei vari rami della Medicina. A Roma l'ostetrico Arturo Bompiani era redattore de Il Bollettino trimestrale del R. Istituto Ostetrico-ginecologico, diretto da Pasquali che collaborò al Giornale Medico di Roma, insieme a Antonio Panunzi e a Guido Baccelli, al Giornale Veneto di Scienze Mediche, all'Archivio di Ostetricia e di Ginecologia, agli Annali di ostetricia, ginecologia e pediatria.

### Congressi nazionali e internazionali
L'undicesima edizione del Congresso degli Scienziati italiani si tenne a Roma nel 1873, dopo nove anni di interruzione dei congressi degli Scienziati Italiani. Pasquali era il rappresentante ufficiale per la Medicina e la Chirurgia.
La Società Italiana di Ostetricia e Ginecologia nacque nel 1892. Pasquali ne fu presidente dal 1892 fino alla morte, a gennaio 1906. Al IV congresso, che si tenne a Pavia nel 1899, l'ostetrico Felice La Torre registrò la poca assiduità, da parte dei Clinici Ostetrici italiani, a congressi internazionali di Ostetricia e Ginecologia: in quello recente di Amsterdam, solo tre italiani erano stati presenti: tra questi l'infaticabile Ercole Pasquali, decano degli ostetrici italiani.
Suo successore sulla cattedra di Ostetricia e Ginecologia a La Sapienza è stato Ernesto Pestalozza.

### Scritti
- Eziologia dell'aborto, 1877.
- Alcune osservazioni sopra il caso di utero retroverso durante la gravidanza, 1881 (coautore Pellegrino Piermarini).
- Zaffamento dell'utero, 1885.
- Casistica ostetrica, 1885.
- Valore che ha nella diagnosi la cambiata posizione del collo uterino, 1886.
- Un caso di cisti dermoide trattato col caustico e col drenaggio, 1888.
- Un caso di fissazione dell'utero alla parete addominale, 1888.
- Due casi di inversione cronica dell'utero, 1888.
- Fibromi in gravidanza.[1]
- Qualche osservazione sulla cura dei fibromi uterini.[2]
- Congelazione dei cadaveri di donne gravide (Atlante presentato in vari congressi, rimasto manoscritto e di cui non si conosce l'ubicazione).